# Samara de Córdova
Amparo Rossatti Morales, más conocida como Samara de Córdova (Ciudad de Guatemala, 25 de agosto de 1923-Bogotá, 8 de junio de 2015), fue una actriz guatemalteca que desde hacía años estaba radicada en Colombia. Participó en múltiples obras de teatro, series de televisión y películas.

## Biografía
Estudió en la École d´Art Dramatique Charles Dullin (9, Rue Baudreau), en París, Francia, así como en el Departamento de Teatro de la Universidad de San Carlos de Guatemala. Trabajó en teatro, radio y televisión mexicana y colombiana en montajes como Los Rosenberg no deben morir y Las monjas. En México participó en el movimiento cultural de teatro y televisión en la década del setenta, y publicó sus primeros libros con Federación Editorial Mexicana, FEM. Participó en diversos festivales de libros en Guatemala. Ganó 2 premios Upus, uno por actriz y otro por dramaturga. También tuvo una maestría en arte.

### Muerte
Falleció en Bogotá el 8 de junio del 2015, según la autopsia debido a causas naturales.

## Filmografía

### Televisión
- Familia en venta (2014) ... Doña Soraya Callejas
- La suegra (2014) ... Magdalena
- La Teacher de inglés (2011) ... Doña Eloísa
- Cómplices (2008) ... Irma López
- Nadie es eterno en el mundo (2007) ... "La Ratona"
- La ex (2006) ... Ofelia Merchán vda. de Guáqueta
- El pasado no perdona (2005) ... Mamá de Elsa
- La saga, negocio de familia (2004) ... Lilia / Maruja
- Retratos (2003-2004)
- Tabú (1999) ... Leonor
- Dos mujeres (1997)
- Copas amargas (1996) ... Greta de Mejía
- Si nos dejan (1995)
- Paloma (1994)
- Las aguas mansas (1994) ... Valentina de Santos
- En cuerpo ajeno (1992) ... Rebeca Macedo
- Ana de Negro (1991)
- ¿Por qué mataron a Betty si era tan buena muchacha? (1990)
- Flor de invierno (1989)
- Mi sangre aunque plebeya (1987)
- Los cuervos (1986) ... Jovita de Benares "La Madrecita"
- El bazar de los idiotas (1983)
- El virrey Solís (1981)
- Sur verde (1980)
- Almas malditas   (1978)
- Gabriela (1977)
- Recordarás mi nombre (1976)
- Los miserables (1974)
- Las gemelas (1972)
- El buen salvaje (1968)
- El enigma de Diana (1966)
- Diario de una enfermera (1966)

### Cine
- El hermano Pedro (1967)
- Canción de Navidad (1974) .... Estela

### Teatro
- Antígona
- La gata sobre el tejado caliente
- Doña Beatriz, la Sin Ventura
- La casa de Bernarda Alba

## Obras publicadas
Novela
- La nuez vacía, 1975
- Mimetismo, 1975
- Solo hasta media playa, 2000
- Paralelo 15, 2006

Teatro
- El mundo de Marian Durán, 1979
- Caribe Jones: teatro para niños, 1986

Cuento
- La utopía de Emma, 1998 
  - Contiene: "Mundos paralelos"; "La utopía de Emma"; "La ardilla sabia y la golondrina feliz"; "Historia inconclusa"; "La torre"; "Regalos inoportunos"; "El viejo siglo"
- Exilio: historia inconclusa, 1998

Otros
- Casos y cosas de casa
- Vive como quieras, 1967